# Sporenelement
Een sporenelement, ook spoorelement, is een element dat in de voeding van een organisme voor een goede groei en functie aanwezig moet zijn, maar slechts in zeer kleine hoeveelheden, van microgrammen tot milligrammen. Grote hoeveelheden  kunnen zelfs toxisch zijn. Een spoor is een zeer kleine hoeveelheid van een bepaalde stof of een bepaald element. Sporenelementen zijn een voorbeeld van een micronutriënt. Een atoom van het sporenelement vormt vaak een essentieel onderdeel van een bepaald enzym, bijvoorbeeld een metaalion dat gecoördineerd zit in het actieve centrum.
Koper, zink, seleen, kobalt en jodium zijn voorbeelden van sporenelementen die de mens nodig heeft. 
Sporenelementen zijn in de teelt van gewassen vaak een bestanddeel van de minerale voeding in mest. Voorbeelden bij planten zijn de metalen ijzer, zink als Zn2+, nikkel als Ni2+, koper als Cu+, molybdeen als MoO42−, boor als HBO3, mangaan als Mn2+ en magnesium.